# KirchenZeitung – Die Woche im Bistum Hildesheim
KirchenZeitung – Die Woche im Bistum Hildesheim ist die Kirchenzeitung des römisch-katholischen Bistums Hildesheim. Sie wird vom Bischof von Hildesheim herausgegeben und erscheint wöchentlich.

## Inhalt
Die KirchenZeitung sieht sich als Bindeglied im weitläufigen Diasporabistum Hildesheim, das von Cuxhaven bis Hann. Münden und von der Weser bis an die Grenze zu Sachsen-Anhalt reicht. Neben dem Geschehen im Bistum Hildesheim greift die KirchenZeitung auch weltkirchliche Themen auf. Außerdem werden die Bereiche Kultur, Sozialpolitik, Ethik, Landespolitik (Niedersachsen/Bremen), Glaubensleben und Service behandelt.

## Geschichte
Das erste Hildesheimer Bistumsblatt wurde ab 1933 von Erich Riebartsch herausgegeben. In der Zeit des Nationalsozialismus wurde es mehrfach vorübergehend, 1941 schließlich ganz verboten. Die KirchenZeitung wurde 1946 wiederbegründet.

## Verlag, Redaktion und Auflage
Sitz von Redaktion und Verlag (Bernward Mediengesellschaft mbh) ist Hildesheim, Sitz der Zentralredaktion für überregionale Themen Osnabrück. Leiter der Redaktion ist zurzeit Matthias Bode.
Im ersten Quartal des Jahres 2019 hatte die Wochenzeitung eine verkaufte Auflage von 8.397 Exemplaren, davon 7.947 an Abonnenten.